# Chlorops laevigatus
Chlorops laevigatus är en tvåvingeart som beskrevs av Becker 1910. Chlorops laevigatus ingår i släktet Chlorops och familjen fritflugor. Inga underarter finns listade i Catalogue of Life.